# ダイハツ・コンパーノスパイダー

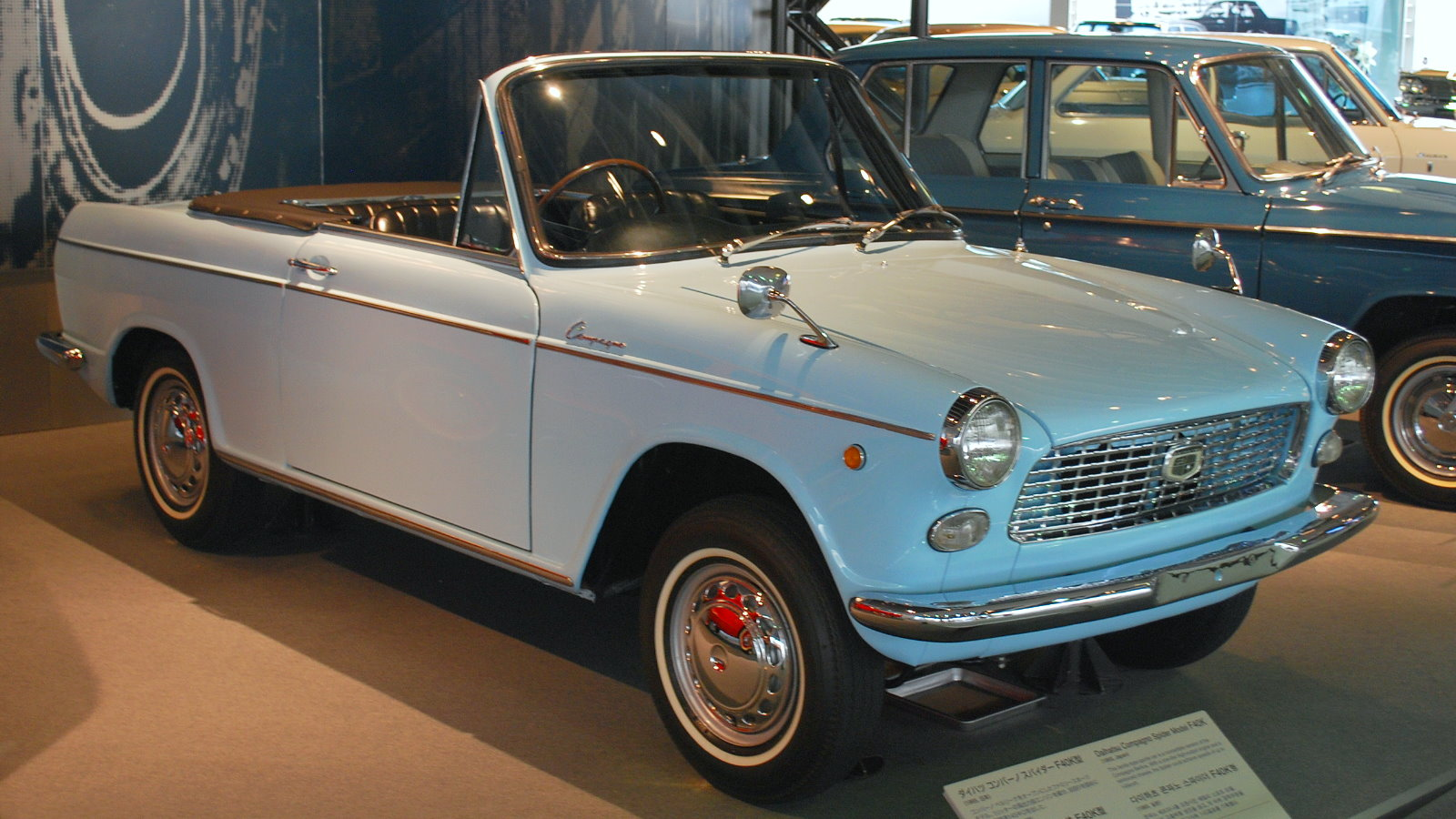
コンパーノスパイダー F40K型

コンパーノ スパイダー（Compagno Spider）とは、ダイハツ工業がかつて製造していた乗用車である。

## 概要
ベースであるコンパーノベルリーナのルーフをカットしたオープンカーで、1964年（昭和39年）9月26日から10月9日の期間にて開催された第11回東京モーターショーに出品され、翌年の1965年（昭和40年）4月に販売開始。コンパーノが元々フレーム付の車体であったため、車重は35kg増の790Kgに抑えられ、オープン化にはそれ程手間がかからなかったが、幌を収容するために必要な空間を確保するためが理由で乗車定員は4名となっていた。

## メカニズム

### デザイン
当時のダイハツはイタリア系デザインを採用しており、車体デザインはイタリアン系シューティングラインと呼ばれた。このスパイダーはセカンドカーとしてのみでなく、ファーストカーとしても多用途に使用できるように4人乗りとされた。

### エンジン
エンジンはFE型直列4気筒OHVで、コンパーノに積まれていたFC型800ccを1000ccに排気量アップ、さらにソレックス製のツインキャブレターにより、最高出力グロス65ps・最大トルク7.8kgmを発生。最高速度は145km/hで、0-400m（ゼロヨン）は18.5秒というスペックであった。ミッションは4速フロアMTで、コンパーノと比較してローギヤード化されていた。

## 販売
1967年4月にマイナーチェンジ。フロントマスクに変更が加えられ、エンジントルクのアップ、フロントブレーキをディスク化するなど性能を向上させた。
当時の東京地区標準価格は69万5千円であったが、競合車種のトヨタ・スポーツ800（59万5千円）やホンダ・S600（56万3千円）と比較して高価なために人気を得られず、販売台数は伸び悩んだ。1967年11月にダイハツがトヨタ自動車と業務提携を結んだ事を受け、1968年に販売を終了した。

## その他
- 1965年8月から1966年7月まで朝日放送・TBS系で放送されていたダイハツ提供のテレビドラマ『バックナンバー333』において、主人公が駆る車として本車が使われた。

## 車名の由来
イタリア語で「仲間・同僚」の意味。